# The Red Star
The Red Star é uma série de revistas em quadrinhos criada por Christian Gossett. Produzida de forma independente pelo auto-intitulado "The Red Star Team", composto por Gossett, Brad Kayl e "Snakebite", uma série de profissionais especializados em arte gráfica digital, que produzem de forma computadorizada a arte de cada revista, a série foi uma das primeiras produzidas nos Estados Unidos a apresentar uma arte renderizada digitalmente, e foi publicada inicialmente a partir de 2000, atraindo rapidamente a atenção do público e da crítica especializada não apelas pelo seu visual diferenciado, mas também pela sua trama, uma história alternativa da União Soviética, que na série recebe o título de "Repúblicas Unidas da Estrela Vermelha".
A trama incorpora elementos do gênero de super-heróis, ficção científica e drama estabelecendo uma distopia controlada por Imbohl, um feiticeiro maligno que é enfrentado por um exército rebelde. As primeiras edições da série atraíram a atenção da crítica e do público e ainda em 2001 receberia uma indicação ao Eisner de "Melhor Nova Série". No mesmo ano, o primeiro volume seria publicado no Brasil pela Mythos Editora sob o título The Red Star - A Estrela Vermelha.
Entre 2001 e 2003, a série foi publicada por três editoras diferentes: as primeiras edições foram publicadas pela Image Comics, e depois de um volume encadernado publicado pela editora, Gossett produziria de forma independente The Red Star vol. 2. Posteriormente, esse mesmo volume seria relançado pela CrossGen Comics, que começaria a publicar um novo arco de história da série, mas, após duas edições, Gossett decidiria abandonar a nova editora e voltaria a publicar a série de forma independente.
O terceiro volume encadernado, Prison of Souls, foi lançado em 2003 de forma independente, mesmo ano em que a Acclaim Entertainment começou a co-produzir junto ao Red Star Team um jogo eletrônico baseado na série. Com a falência da empresa em 2004 pouco antes do lançamento do jogo, Gossett se viu frente um significativo prejuízo, e voltou a se dedicar à produção de novas histórias em quadrinhos. Sword of Lies, a continuação da série, começaria a ser publicada somente em 2006 e, no ano seguinte, o jogo finalmente seria concluído e lançado pela XS Games para a plataforma PlayStation 2. Em 2010, o jogo seria relançado e disponibilizado para outra duas plataformas: PSP Go e iOS. A versão para PSP recebeu uma crítica favorável pelo site americano IGN, enquanto a versão para iOS foi considerada "abaixo da média" em resenha publicada em outro site.